# سیارک ۷۸۶۵۲
سیارک ۷۸۶۵۲ (به انگلیسی: 78652 Quero، نامگذاری:2002TG62) هفتاد و هشت هزار و ششصد و پنجاه و دومین سیارک کشف شده‌است که در ۳ اکتبر ۲۰۰۲ کشف شد.